# گاما گرگ
گاما گرگ یک ستاره است که در صورت فلکی گرگ قرار دارد.